# Aleksiej Mułdarow
Aleksiej Aleksiejewicz Mułdarow (ur. 24 kwietnia 1984 w Cchinwali w Gruzińskiej SRR) – kazachski piłkarz, grający na pozycji obrońcy.

## Kariera klubowa
Mułdarow profesjonalną karierę rozpoczął w klubie FK Mozdok, z którym występował w trzeciej i czwartej lidze. W latach 2005–2007 występował w trzecioligowym FC Krasnodar-2000, w sezonie 2008 był graczem trzecioligowego FK Gubkin, a w latach 2009–2012 reprezentował barwy klubu Mordowija Sarańsk, z którym najpierw wywalczył awans do drugiej, a następnie do pierwszej ligi. Na początku 2013 roku wyjechał do Kazachstanu i podpisał umowę z FK Aktöbe. Następnie grał w Kajsarze Kyzyłorda, a w 2015 został zawodnikiem klubu Szachtior Karaganda.

## Kariera reprezentacyjna
W reprezentacji Kazachstanu zadebiutował 4 czerwca 2013 roku w towarzyskim meczu przeciwko Bułgarii. Na boisku przebywał przez pełne 90 minut
| Mecze i gole w reprezentacji | Mecze i gole w reprezentacji | Mecze i gole w reprezentacji | Mecze i gole w reprezentacji | Mecze i gole w reprezentacji | Mecze i gole w reprezentacji | Mecze i gole w reprezentacji |
| #                            | Data                         | Stadion                      | Rywal                        | Wynik                        | Gol                          | Rozgrywki                    |
| 2013                         | 2013                         | 2013                         | 2013                         | 2013                         | 2013                         | 2013                         |
| ---------------------------- | ---------------------------- | ---------------------------- | ---------------------------- | ---------------------------- | ---------------------------- | ---------------------------- |
| 1.                           | 04.06.2013                   | Ałmaty, Kazachstan           | Bułgaria                     | 1:2                          | 0                            | towarzyski                   |
| 2.                           | 14.08.2013                   | Astana, Kazachstan           | Gruzja                       | 1:0                          | 0                            | towarzyski                   |
| 3.                           | 11.10.2013                   | Tórshavn, Wyspy Owcze        | Wyspy Owcze                  | 1:1                          | 0                            | El. MŚ 2014                  |

## Sukcesy
Aktobe
- Mistrzostwo Kazachstanu: 2013